# Річки Рівненського району
На території Рівненського району протікають річки:
- Горинь
- Стубла (Стубазка)
- Устя
- Путилівка

| Назва               | Витік               | Гирло                                 | Довжина | Площа басейну |
| ------------------- | ------------------- | ------------------------------------- | ------- | ------------- |
| Горинь              | село Волиця         | Прип'ять (біля міста Давид-Городка)   | 659     | 27700         |
| Стубла (Стубазка)   | село Білашів        | Горинь (біля села Жобрин              | 86      | 1350          |
| Устя                | село Дермань        | Горинь (біля смт. Оржів)              | 68      | 762           |
| Путилівка           | село Привітне       | Горинь (біля села Жобрин              | 57      | 506           |
| Гнилушка (Стубелка) | село Грушвиця Перша | Стубла (Стубазка) (біля села Заріцьк) | 11      | -             |

| Річка | Це незавершена стаття про річку. Ви можете допомогти проєкту, виправивши або дописавши її. |